# Château de Sainte-Suzanne (Mayenne)
Pour les articles homonymes, voir Château de Sainte-Suzanne.
Le château de Sainte-Suzanne est un château fort datant du XIe siècle, situé à Sainte-Suzanne, dans le département français de la Mayenne. Ses remparts, comme ceux de la cité médiévale, sont classés monument historique depuis 1862, et le logis, construit entre 1608 et 1610-1613 par Guillaume Fouquet de la Varenne, est classé par arrêté du 28 décembre 1984. Assiégé par le duc de Normandie et roi d'Angleterre Guillaume le Conquérant de 1083 à 1086, il est la seule place forte que le Conquérant ne put prendre.
Aujourd'hui propriété du conseil départemental de la Mayenne, il abrite depuis juin 2009 le Centre d'interprétation de l'architecture et du patrimoine (CIAP) du Pays d'art et d'histoire Coëvrons-Mayenne, et plus généralement du département de la Mayenne.

## Histoire
Le château est construit sur un éperon rocheux dominant la vallée de l'Erve, un site occupé depuis l'âge du fer, comme en témoignent les fouilles réalisées en 2006. Au milieu du XIe siècle, la famille de Beaumont, vicomtes du Maine, y dresse un donjon et des remparts.
En 1062, le comte du Maine Herbert II meurt sans héritier et désigne le duc de Normandie Guillaume le Conquérant comme héritier. Celui-ci marie son fils aîné Robert à la sœur de Herbert et lui confie le comté du Maine. Refusant la tutelle normande, plusieurs barons se révoltent à plusieurs reprises avant et après la conquête de l'Angleterre. En 1083, Guillaume lance une nouvelle campagne et met le siège devant Sainte-Suzanne, défendu par le vicomte Hubert II de Beaumont. Selon le chroniqueur Orderic Vital, « il ne put assiéger la forteresse de Sainte-Suzanne, qui était inaccessible à cause des rochers et de l'épaisseur des vignes qui l'entouraient de toutes parts ». Le duc de Normandie installe ses troupes au camp de Beugy sous le commandement d'Alain le Roux, comte de Richmond. En 1086, Guillaume et Hubert concluent une paix, marquant l'une des rares défaites du Conquérant.
Pendant la guerre de Cent Ans, le château appartenait à Ambroise de Loré. Il est pris par les Anglais commandés par John Fastolf en 1425, puis repris par Jean de Bueil en 1439. Le « fléau des Anglais » s'y installe au détriment de Jean II d'Alençon, le seigneur de Sainte-Suzanne. Rueil lui restitue la cité et le château en 1447.
Le 16 septembre 1604, Guillaume Fouquet de la Varenne, homme d'État et ministre de Henri IV, achète à la première épouse du roi, Marguerite de France dite « la reine Margot », les ruines de la vieille forteresse pour transformer l'ancien château en demeure résidentielle. Ce projet n'est pas achevé, car l'assassinat du roi en 1610 amène progressivement la déchéance de Guillaume Fouquet de la Varenne. Il reste cependant de cette période le logis, un corps de bâtiment dans le plus pur style du début du XVIIe siècle.

## Architecture

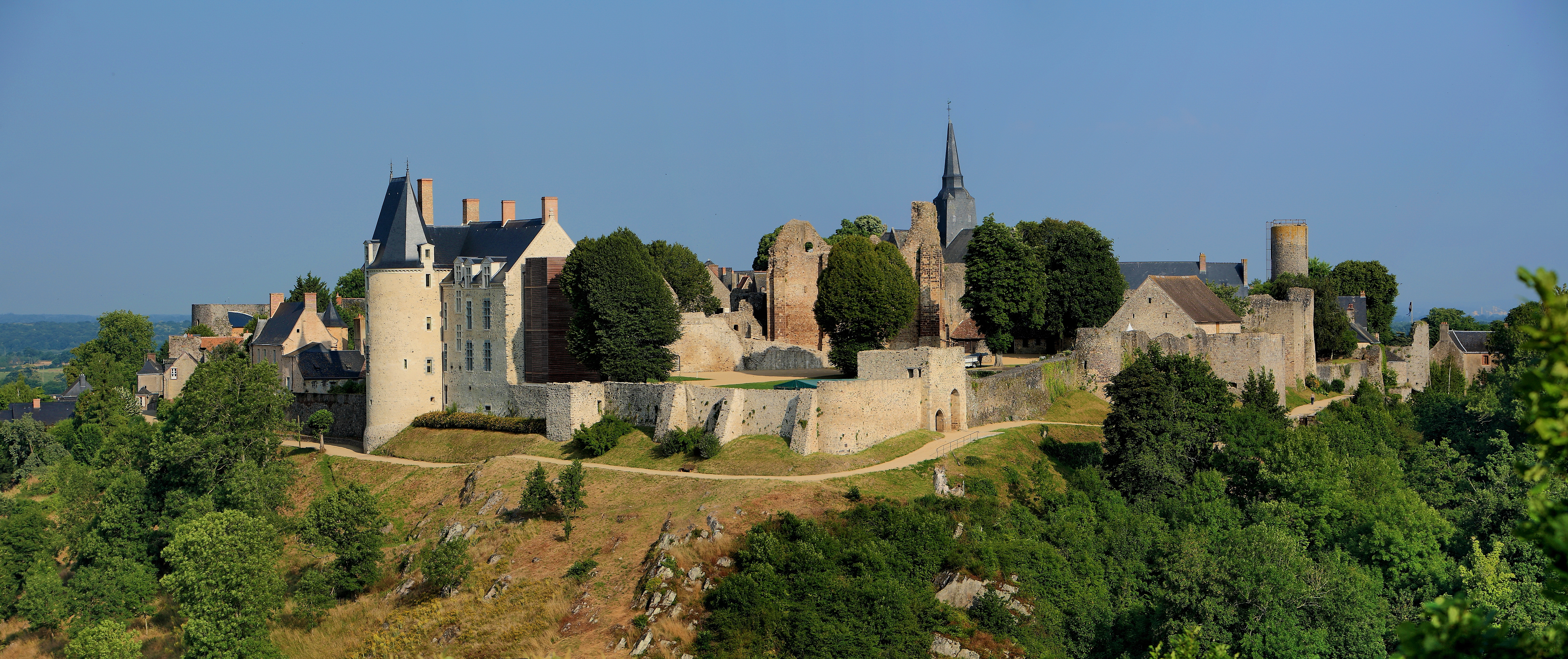
Vue de Sainte-Suzanne, depuis le Tertre Ganne.

La forteresse est composée d'une cour triangulaire d'environ 0,6 hectare, formée par onze tours, huit rondes et trois carrées. Le long du rempart ouest, un fossé sépare le château de la ville médiévale, les deux autres côtés dominant la vallée. Un donjon quadrangulaire à trois niveaux se dresse a proximité du pont-levis. Comme pour la plupart des donjons de ce type, le premier niveau servait d'espace de stockage, le deuxième de réception et le troisième était réservé aux espaces privés.
À proximité de la pointe sud-est du rempart se trouve une poterne, probablement percée au XIIe siècle.
En 1604, Guillaume Fouquet de la Varenne rachète le château dans le but d'y édifier une résidence. Il ne reste alors à Sainte-Suzanne « austres bastiments et logements qu'une ceinture de murailles avec quelques tours et une masse de pierres en forme de donjon. [...] proche laquelle ceinture de murailles et ledit donjon estoit une petitte maison et une cour appelée la cour Marye, et ung petit appenty au long d'icelle [...], dans laquelle petitte maison demeuraient Estienne Deslandes et Marie Arthuis sa femme en qualité de concierges, et que ledit patit appenty servoit de cuisine et de boullangerye ». Il obtient du roi le 31 janvier 1608 le permis de faire bâtir jusqu'à le somme de 36 000 livres. Fouquet fait appel à son architecte de La Flèche, Louis Metezeau; il fait venir, en complément des pierres de grès extraites sur place, le tuffeau d'Angers et les pierres de roussard de Bernay dans la Sarthe. Il rabaisse sensiblement la hauteur des remparts au sud-est, réutilise la base de l'une des grosses tours pour construire celle de son nouveau château, remblaie de manière importante la cour entre l'ancien pont-levis et la poterne de la porte de fer. L'ancien pont-levis est désaffecté, et le nouveau portail d'entrée permet aux visiteurs entrants de découvrir majestueusement, avec du recul et de face, la façade et l'entrée du logis.
Le logis est caractéristique de l'époque Henri IV, style de transition entre la Renaissance et l'architecture classique : toiture à forte pente en ardoises d'Angers, façade rythmée par des travées, frontons coiffant les lucarnes rappellent la Renaissance. Mais la sobriété du décor, notamment dans les bossages encadrant les baies, est typique de l'architecture classique (sobriété du décor) même si le pavillon d'escalier d'entrée, conçu comme une loggia menant à l'escalier intérieur, vient nuancer le caractère dépouillé de cette façade. Le bâtiment comprend quatre niveaux : un sous-sol voûté réservé à l'office, avec escalier d'accès direct à la cour ; un rez-de-chaussée, un étage de salles de réception et de chambres, et des combles remarquables (charpente en forme de coque de navire inversée). Fenêtres à meneaux. Superposition des ordres (dorique en bas, ionique au premier étage, corinthien en haut).
La cour abrite une ancienne boulangerie et ancienne écurie (plus récemment devenue bergerie). Quant à l'ancien château d'habitation, « on croit en 1772 en voir des traces ainsi que de la chapelle dans le mur avoisinant le château neuf, où se trouvaient encore une fenêtre carrée et une autre, géminée de lancettes. La chapelle de Notre-Dame du château avait été dotée le 19 mars 1380 par Pierre II d'Alençon et Marie Chamaillard, sa femme ».

## Seigneurs et propriétaires du château
Sainte-Suzanne, devenue baronnie puis marquisat, passe de la famille de Beaumont à la famille de Beaumont-Brienne en 1301, puis à la famille d'Alençon en 1425, puis aux Bourbon-Vendôme, dont Antoine de Bourbon marié à Jeanne d'Albret. La seigneurie revient à leur filsHenri IV, qui vend la baronnie de Sainte-Suzanne pour 18 000 écus en engagement à sa femme Marguerite de France dite la Reine Margot en 1594.
Après le rachat en septembre 1604 par Guillaume Fouquet de La Varenne (fait marquis de La Varenne par Louis XIII en 1616 ; gouverneur puis seigneur engagiste de La Flèche sous Henri IV), elle passe à la famille de Champagne de Villaines, puis à celles de César-Gabriel de Choiseul-Praslin et de Charles de Beauvau-Craon, et enfin à Ange Hyacinthe Maxence de Damas. Dès lors le château n'est plus transmis par héritage, mais par aliénation au sein de la famille de Vaulogé.
En 1969, Madame de Livornais vend la forteresse à Arnaud de Vitry qui investit dix millions de francs dans sa restauration et demande à Aude de Fonquernie d'y créer un centre d'art.
Quand, au bout de dix ans, elle abandonne de ce projet, Arnaud de Vitry  propose son château à la Caisse des Monuments historiques qui, à sa demande, engage le danseur Cary Rick (de) et l'homme de théâtre Peter Bu afin qu'ils élaborent un projet de pôle de diffusion culturelle et de recherche sur la création artistique. Leur dossier est approuvé mais l’État tarde d'accepter la donation du château. Son propriétaire se lasse et l'offre au village Sainte Suzanne en 1980, à condition qu'il l'utilise à des fins culturels.
La commune de Sainte-Suzanne fait restaurer les remparts et reconstruire en grande partie l'écurie dite bergerie, transformée en lieu d'exposition.
Le département de la Mayenne en est le propriétaire depuis 1998.

## Visites et animations
Le château, qui abrite le CIAP (Centre d'interprétation de l'architecture et du patrimoine) du Pays d'art et d'histoire Coëvrons-Mayenne, labellisé Tourisme et handicap pour les quatre types de handicaps, a été cofinaliste en 2011 du concours du ministère de la Culture et de la Communication Patrimoine pour tous, patrimoine pour chacun relatif à l’accessibilité aux handicapés dans les musées et monuments historiques, et a reçu en 2013 le premier prix national des Trophées de l'accessibilité pour les équipements recevant du public, délivré par le Conseil national du handicap.
Le site du CIAP du château de Sainte-Suzanne.